# 1. szimfónia (Magnard)
Albéric Magnard 1. (c-moll) szimfóniáját (franciául: Symphonie nº 1, op. 4.) 1889 és 1890 között komponálta. A művet 1893 márciusában mutatták be Angers-ban.

## Keletkezése
A művet tanárának, Vincent d’Indy-nek ajánlotta. A szimfónia első két tételét egy évvel a befejezése után 1891 áprilisában már bemutatta a Nemzeti Zenei Társaság (Société nationale de musique), de a teljes darab bemutatójára csak 1893 márciusában került sor. A zeneszerző 1895-ben négykezes zongoraátiratot készített a mű egyes részeiből.

## Szerkezete
1. tétel (Strepitoso – Andante – Allegro marcato – Andante)
2. tétel (Religioso (largo) – Andante – Largo)
3. tétel (Presto)
4. tétel (Molto energico – Meno mosso – Ier tempo – Largo)

## Hangszerelés
A darabot Magnard egy modern szaxofonokkal kiegészített nagy létszámú (96 fős, amiből 64 vonós) szimfonikus zenekarra komponálta. A zenekar felállása a következő: pikoló, 2 fuvola, 2 oboa, angolkürt, 2 klarinét, basszusklarinét, 4 fagott, 3 szaxofon, 4 kürt, 4 trombita, 3 harsona, tuba, üstdob, nagydob, cintányér, triangulum, 2 hárfa, vonósok.

## Fordítás
- Ez a szócikk részben vagy egészben a Symphonie nº 1 de Magnard című francia Wikipédia-szócikk ezen változatának fordításán alapul.  Az eredeti cikk szerkesztőit annak laptörténete sorolja fel. Ez a jelzés csupán a megfogalmazás eredetét és a szerzői jogokat jelzi, nem szolgál a cikkben szereplő információk forrásmegjelöléseként.